# Kanku (Kusanku)
Kata Kanku jest w karate tradycyjnym zaliczane do form mistrzowskich. Jest to jedno z najdłuższych ćwiczeń formalnych, ponieważ zawiera w sobie 67 technik połączonych w sekwencje odpowiadające konkretnej sytuacji na polu bitwy. Początki historyczne powstania kata nie są znane, jednak korzenie tego kata sięgają 1200 lat wstecz. Na Okinawę kata trafiło za sprawą urzędnika chińskiego o nazwisku Kuchanku (Kushanku). Mieszkańcy wyspy zaadaptowali je do własnej sztuki walki To-de. Kata, ze względu na to iż było z czasem inaczej ćwiczone na dwóch końcach Okinawy, zrodziło dwie formy Kushanku-Dai i Kushanku-Sho. Kiedy w latach dwudziestych Gichin Funakoshi kodyfikował karate zmieniając nazwy chińskie na japońskie, nazwa Kushanku została zamieniona na Kanku czyli "obserwacja nieba".